# György Ligeti

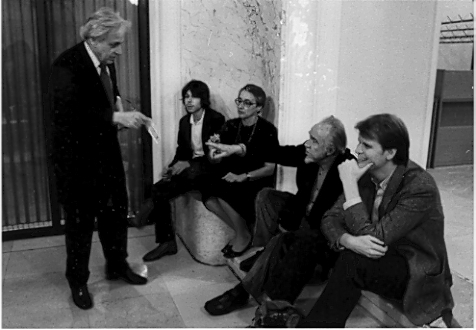
Från vänster: György Ligeti, sonen Lukas Ligeti, Ligetis hustru Vera Ligeti, tonsättarna Conlon Nancarrow och Michael Daugherty, vid ISCM:s World Music Days i Graz i Österrike 1982.

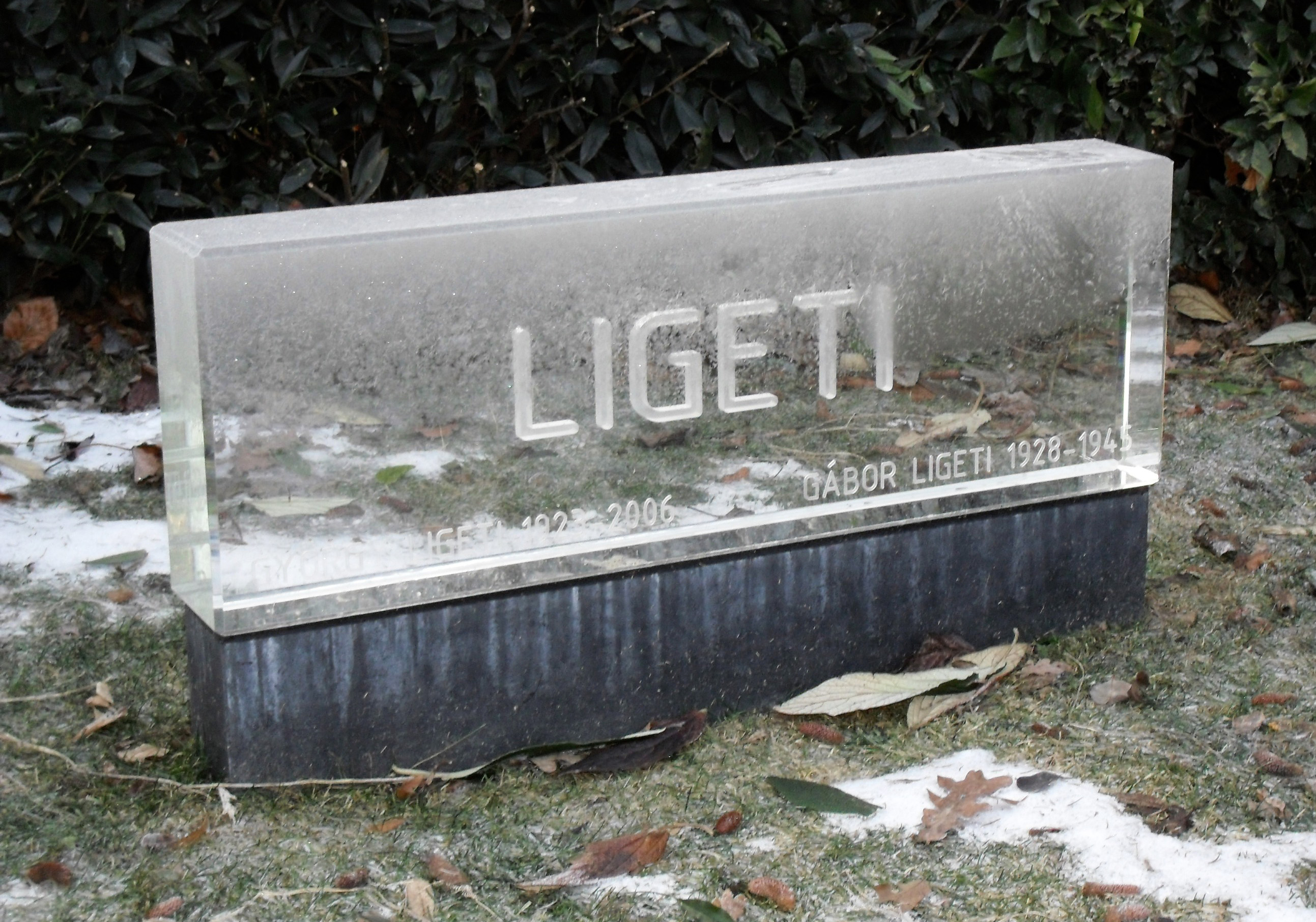
Ligetis grav på Zentralfriedhof i Wien.

György Ligeti, född 28 maj 1923 i Târnăveni (dåvarande Dicsőszentmárton), Transsylvanien, Rumänien, död 12 juni 2006 i Wien, Österrike, var en ungersk-österrikisk tonsättare verksam som lärare vid Liszt-akademien i Budapest, musikhögskolan i Hamburg och Kungliga Musikhögskolan i Stockholm. Ligeti var ledamot av Kungliga Musikaliska Akademien och mottog tre av de största priserna inom konstmusik, Sonningpriset, Schockpriset, Polarpriset samt Frankfurter Musikpreis.
Ligetis tidigaste kompositioner från 1930-talet består till stor del av verk för piano, samt sånger. Hans stil kom till en början att vara tämligen enkel och präglad av folkmusik på grund av de vid tiden kringskurna statliga konstidealen och först under efterkrigstiden kunde han realisera sina mer experimentella estetiska idéer och ideal.
I december 1956, en månad efter att Ungernrevolten slagits ned, flyttade Ligeti till Wien. Till skillnad från många av sina kollegor i väst var han skeptisk till systematik. Han föredrog lekfulla och associationsrika ljud och återinförde på ett nytt sätt sådant som de ortodoxa seriella tonsättarna förkastade, såsom harmonier, ostinaton och tydliga melodier. I början av 1980-talet då denna postmoderna syn hunnit ifatt honom fann han ytterligare inspiration i utomeuropeisk musik från Karibien, Afrika och Asien.

## Biografi
Ligeti föddes i en judisk, konstnärlig familj. Hans farfar var konstnär och violinisten Leopold von Auer var en släkting på fädernet. Efter hans födelse flyttade familjen till Cluj-Napoca där han studerade för Ferenc Farkas vid konservatoriet 1941–1943. Efter kriget, i september 1945, återupptog han sina studier vid Liszt-akademien i Budapest för Farkas, Sándor Veress och Pál Járdányi. Han avlade examen 1949 och återvände året därpå som lärare i harmonilära, kontrapunkt och musikalisk analys vid akademien. Han stannade där till 1956.
Ligeti talade svenska efter att under 60- och 70-talen ha tillbringat en del tid i Sverige, bland annat som gästprofessor i komposition vid Kungliga Musikhögskolan i Stockholm 1961–1970, 1972 och 1975. Mellan 1973 och 1989 var han professor i komposition vid musikhögskolan i Hamburg.

## Musikalisk stil
Ligeti hade redan då han ännu var kvar i Ungern brevväxlat med Karlheinz Stockhausen och sedan han lämnat Ungern 1956 kom han i kontakt med avantgardisterna i Köln och Darmstadt. I Köln verkade han vid elektronmusikstudion där bland annat Artikulation tillkom 1958. Stor uppmärksamhet fick verken Apparitions (1958–1959) och Atmosphères (1961). Hans stil kännetecknades av klangfärger uppbyggda av samklanger, ofta i intrikata rytmer. Hans kompositioner vid denna tid utgjorde en motpol till den seriella musiken.
I Apparitions inför han – samtidigt med, men oberoende av, Iannis Xenakis, Krzysztof Penderecki och Stockhausen – orkestrala kluster. I juni 1960 uruppfördes Apparitions i Köln vilket grundlade Ligetis internationella ryktbarhet. Året därpå engagerades han som gästprofessor i Stockholm.
Ligeti skapade termen mikropolyfoni för "en teknik som upphäver melodik och rytmik, där tonhöjder och rytmer långsamt förändras på olika sätt inom en mängd olika kluster, men utan att örat hinner uppfatta det. På det sättet blir klangfärgen och dynamiken dominerande och styckets totala sound förändras gradvis."
Bland Ligetis verk finns, utöver orkesterverken, även humoristiska och innovativa kammarmusikverk och abstrakta vokalverk med text bestående av språkljud, som i Aventures (1962) och operan Den stora makabern (1978), som beställdes av Kungliga Teatern i Stockholm.
År 1982 kom Ligeti i kontakt med centralafrikansk polyrytmisk musik vilken gjorde starkt intryck på honom och förändrade hans kompositionsstil. Han jämförde själv sin upplevelse med Debussys möte med den javanesiska gamelanmusiken 1889.

## Ligetis musik i populärkulturen
Ligetis verk har använts som filmmusik av bland annat Stanley Kubrick i dennes filmer The Shining (1980), 2001 – Ett rymdäventyr (1968) och Eyes Wide Shut (1999).

## Priser och utmärkelser
- 1964 – Utländsk ledamot nr 340 av Kungliga Musikaliska Akademien[6]
- 1990 – Sonningpriset
- 1991 – Praemium Imperiale
- 1995 – Schockpriset
- 1995/96 – Wolfpriset i konst
- 2001 – Kyotopriset
- 2004 – Polarpriset
- 2005 – Frankfurter Musikpreis

## Verk i urval

### Operor
- Den stora makabern (1972–1976, reviderad 1995, i 2 akter, uruppförande i Stockholm 1978)

### Orkester
- Apparitions (1958–1959)
- Atmosphères (1961)
- Lontano (1967)
- Melodien (1971)
- San Francisco Polyphony (1973–1974)

### Konserter
- Cellokonsert (1966)
- Dubbelkonsert för flöjt och oboe (1972)
- Pianokonsert (1985–1988)
- Violinkonsert (1990, 1992)
- Hornkonsert (1998–1999, omarbetad 2003)

### Körmusik
- Éjszaka och Reggel, för 8-stämmig kör a cappella (1955)
- Requiem, för sopran, mezzosopran, 2 körer, orkester (1963–1965)
- Lux aeterna, 16-stämmig kör (1966)
- Clocks and Clouds, 12-stämmig damkör, orkester (1972–1973)
- Scener och mellanspel ur Den stora makabern, sopran, mezzosopran, tenor, baryton, kör och orkester ad lib (1978)
- Nonsense Madrigals, för 6 mansröster (1988)

### Kammarorkester
- Ballader och danser från rumänska folksånger (1949–1950)
- Sex bagateller för dubbel blåskvintett (1953)
- Fragment, för 11 instrument (1961)
- Aventures, för 3 sångare, 7 instrument (1962)
- Nouvelles aventures, 3 sångare, 7 instrument (1962–1965)
- Ramifications, för stråkar, eller 12 solostråkar (1968–1969)
- Kammarkonsert, för 13 instrument (1969–1970)

### Kammarmusik
- Violinsonat (1948–1953)
- Tio stycken för blåskvintett (1968)
- Stråkkvartett nr 1 (Métamorphoses nocturnes) (1953–1954)
- Stråkkvartett nr 2 (1968)
- Sex bagateller för blåskvintett (1953)
- Horntrio (Hommage à Brahms) (1982)

### Piano och cembalo
- Musica ricercata, 11 stycken för piano (1951–1953)
- Continuum, för cembalo (1968)
- Monument, Selbstporträt och Bewegung, 3 stycken för 2 pianon (1976)
- Passacaglia ungherese, för cembalo (1978)
- Hungarian Rock, för cembalo (1978)
- Zongoraetűdök, etyder för piano (1985)
- L'escalier du diable, för piano (1992–1993)

### Orgel
- Volumina (1961–1962, reviderad 1966)
- Harmonies, orgeletyd nr 1 (1967)
- Coulée, orgeletyd nr 2 (1969)

### Övrigt
- Artikulation, tape (1958)
- Poème symphonique, för 100 metronomer (1962)
- Horizont, för blockflöjt (1971)